# Nazmiye Muratlı
Nazmiye Muratlı (nacida como Nazmiye Muslu, 13 de junio de 1979) es una deportista turca que compitió en levantamiento de potencia adaptado. Ganó tres medallas en los Juegos Paralímpicos de Verano entre los años 2012 y 2024.

## Palmarés internacional
| Juegos Paralímpicos | Juegos Paralímpicos     | Juegos Paralímpicos | Juegos Paralímpicos |
| Año                 | Lugar                   | Medalla             | Categoría           |
| ------------------- | ----------------------- | ------------------- | ------------------- |
| 2012                | Londres (Reino Unido)   | Medalla de oro      | –40 kg              |
| 2016                | Río de Janeiro (Brasil) | Medalla de oro      | –41 kg              |
| 2024                | París (Francia)         | Medalla de bronce   | –45 kg              |